# Joice, Iowa
Joice är en ort i Worth County i Iowa. Vid 2010 års folkräkning hade Joice 222 invånare.